# Rothschild & Cie
Pour les articles homonymes, voir Rothschild.
Ne doit pas être confondu avec Banque Rothschild ou Groupe Edmond de Rothschild.
Rothschild & Cie est une banque d'affaires recréée par Édouard de Rothschild en 1983 après la nationalisation en 1982 de la banque Rothschild par le gouvernement socialiste de Pierre Mauroy, sous la présidence de François Mitterrand. Rothschild & Cie est une des toutes premières banques françaises dans le domaine du conseil en fusion-acquisition ainsi que dans la banque privée qui est son métier historique. Elle dépend du groupe Rothschild & Co.
En février 2018, la banque annonce qu'Alexandre de Rothschild, fils de David, doit prendre la tête de la banque en juin.

## Historique
En 1982, la banque Rothschild dirigée par Guy de Rothschild est nationalisée par le gouvernement Mauroy. Cela pousse David de Rothschild à lancer sa propre banque, Rothschild & Cie. Cette nouvelle entreprise regroupe des activités de banque privée (Rothschild & Cie Gestion) et de banque d’affaires (Rothschild & Cie Banque). Il débauche à cette occasion de grands noms tels que Jean-Charles Naouri, directeur de cabinet de Pierre Bérégovoy, ou Jean-Claude Meyer, débauché de chez Lazard.
Durant cette époque, la banque compte dix salariés et son premier bénéfice est de 500 000 €.
En 2003, David de Rothschild est désigné comme successeur par Sir Evelyn de Rothschild pour reprendre NM Rothschild & Sons, la branche anglaise de la banque d’affaires. Il fusionne ainsi les deux activités au sein du groupe Rothschild & Co (sous la holding Paris Orléans).
En 2007, à la suite de la revente de la moitié des parts de Sir Evelyn à David de Rothschild, la branche française de la famille devient majoritaire.
En mai 2016, les banques Martin Maurel et Rothschild & Cie annoncent fusionner leurs activités, les actionnaires de la banque Martin Maurel recevant 8 à 9 % du nouvel ensemble. L'opération est effective le 2 janvier 2017, la compagnie financière Martin Maurel étant dissoute par fusion-absorption avec Rothschild & Cie

## Activités

### Société de gestion: Rothschild & Cie Gestion
Créée en 1982, Rothschild & Cie Gestion est la banque privée ou société de gestion d’actifs du Groupe Rothschild. La banque est spécialisée dans la gestion directe pour le compte d’institutionnels, de distributeurs (CGPI) et de particuliers. La société compte entre 100 et 199 employés. Elle gère environ 22 milliards d’actifs sous gestion.
En 2012, Rothschild & Cie Gestion rachète HDF Finance pour compléter son activité de gestion alternative. La nouvelle entité est rebaptisée Rothschild HDF Investment Solutions.
En 2014, les premiers résultats de la nouvelle entité posent des questions sur la réussite de cette fusion. La rentabilité baisse rapidement et plusieurs anciens cadres de HDF Finance décident de quitter l’entreprise.
Dans cette activité de banque privée, Rothschild & Cie Gestion est en concurrence avec la banque privée Edmond de Rothschild, concurrence qui cristallise des tensions entre David de Rothschild et Benjamin de Rothschild.

### Banque d’affaires: Rothschild & Cie
Rothschild & Cie a également été créée en 1982 et s'est spécialisée dans les métiers de la banque d’affaires : conseil en fusions-acquisitions, en financement et restructuration de dette et en marchés des capitaux.
Rothschild & Cie est régulièrement dans le top 3 du classement des banques d’affaires françaises en matière de conseil en fusions acquisitions.
En 2008, Emmanuel Macron est recruté par François Henrot et y travaille jusqu’en 2012.
En 2012 malgré un marché en chute libre, la banque détrône BNP en tête des classements en volume d’activité avec 62 fusions-acquisitions, pour 24,2 milliards d’euros.
En 2013, Rothschild & Cie monte une équipe dirigée par Laurent Fabry et Zineb Abbad El Andaloussi pour se relancer sur le marché africain.